# Monte San Salvatore
Monte San Salvatore je hora ležící v Lepontských Alpách na území Švýcarska, vysoká 912 m n. m. Tyčí se nad Luganským jezerem na poloostrově Ceresio a vytváří charakteristickou dominantu města Lugano. Je pojmenována podle svatého Spasitele.
Na vrchol hory je možno dostat se pěšky (ze čtvrti Pazzallo, místní části Lugana, vede zajištěná cesta, otevřená roku 2002) nebo lanovou dráhou, která byla vybudována roku 1890 podle projektu Franze Josefa Buchera a Josefa Durrer-Gassera. Spodní stanice lanovky se nachází v obci Paradiso, délka trati činí 1660 m a cesta trvá dvanáct minut. Na vrcholu Monte San Salvatore se nachází kostelík s muzeem, vysílač společnosti Radiotelevisione Svizzera a vyhlídková věž, z jejíhož vrcholu je vidět všemi směry daleko do kraje.
Šéfkuchař Joseph Favre pojmenoval podle hory svůj moučník puding Salvator, který připravil pro Michaila Bakunina při jeho návštěvě Lugana roku 1876.
Německý režisér Werner Jacobs natočil v roce 1955 film San Salvatore, jehož děj se odehrává v plicním sanatoriu na svazích hory.